# Трговина људима у Италији
Италија је ратификовала Протокол УН-а о трговини људима из 2000. у августу 2006.

## Позадина у 2010
Италија је 2010. године била одредиште и транзитна земља за жене, дјецу и мушкарце којима се транснационално тргује у сврху комерцијалне сексуалне експлоатације и присилног рада. Женама и дјецом се трговало углавном из Нигерије, Румуније, Бугарске, Молдавије, Албаније и Украјине, али и из Русије, Јужне Америке, Сјеверне и Источне Африке, Блиског истока, Кине и Узбекистана. Кинески мушкарци и жене су кријумчарени у Италију у сврху принудног рада. Ромска дјеца су и даље била предмет трговине у сврху сексуалне експлоатације и присилног просјачења. Наводно је све већи број жртава трговине људима ради рада, углавном у пољопривредном сектору. Према једној невладиној организацији, 90 одсто страних сезонских радника је непријављено, а двије трећине је у Италији илегално, што их чини рањивим за трговину људима. Првих пет земаља извора за пољопривредне раднике биле су Румунија, Пакистан, Албанија и Обала Слоноваче. Трговци људима су наводно све чешће премјештали жртве унутар Италије, често задржавајући жртве у великим градовима само по неколико мјесеци, у покушају да избегну полицијску детекцију.
У марту 2010. године у разним европским земљама, укључујући Италију, ухапшено је 69 особа у вези са руском мафијом. У јуну 2010. године, италијанске и румунске власти разбили су мрежу трговине људима која је укључивала преко 150 жена, укључујући малољетнице, које су биле сексуално експлоатисане. У разним румунским регионима приведено је 14 особа, а у Италији 26 особа. Међу 57 људи за које је утврђено да су укључени у мрежу, већина су били Румуни, али међу њима су били и Италијани, Албанац и Египћанин.
The New York Times је у септембру 2010. године извјестио да би италијански званичници у Прату могли да буду одговорни за све већи број илегалних кинеских имиграната који купују италијанска предузећа и мјењају имиџ „произведено у Италији” који је тако добро познат. Организовани криминал је у порасту, укључујући илегални увоз тканина, трговину људима, проституцију, коцкање и прање новца. Власти су извршиле рацију у преко 154 предузећа у кинеском власништву у првој половини 2010. године, када је у то вријеме било преко 3.000 регистрованих предузећа у кинеском власништву. Полицијске снаге немају људску снагу да остану у току са проблемом имиграције. Неколико италијанских официра је ухапшено раније те године због примања мита у замјену за боравишну дозволу.
У децембру 2010. године, Health Rights Watch је извјестио о злостављању миграната које су дозвољавале многе владине политике и недостаци у заштити. Међу наведенима је и Италија, која је снабдевањем чамаца и посада либијских обалних патрола индиректно слала мигранте, углавном подсахарске Африке, у либијске притворе који су понижавајући и нехумани. Либија и Италија су склопиле договор како би пресјекли главни морски пут ка Европи за илегалне афричке мигранте, што је заузврат послало већину бродова у Израел, који је почетком 2010. године забележио пораст од 300%.

## Међународни одговор
Влада Италије није у потпуности испунила минималне стандарде за елиминацију трговине људима 2022. године, али је уложила значајне напоре да то учини.
Године 2023. Канцеларија за праћење и борбу против трговине људима америчког Стејт департмента ставила је земљу на ниво 2.
У 2023. години, Индекс организованог криминала дао је земљи оцјену 7 од 10 за трговину људима, уз напомену да је већина жртава пресељена у Италију из Нигерије и сјеверне Африке.
У извјештају Групе експерата за борбу против трговине људима (ГРЕТА) за 2024. годину наведено је да је од 2019. године идентификовано скоро 15.000 могућих жртава (углавном жена); такође је примјетио владин нови национални план и процедуре идентификације, као и додатна средства за подршку жртвама.

## Тужилаштво (2008)
Влада Италије наставила је своје снажне напоре у спровођењу закона 2007. године. Италија забрањује све облике трговине људима кроз свој Закон о мјерама против трговине људима из 2003. године, који прописује казне за осуду од осам до двадесет година затвора. Ове казне се сматрају довољно строгим и упоредиве са онима које су прописане за присилни сексуални напад. Владин закон из 2006. године којим се проширује закон о трговини људима и уводе нове казне за регрутаторе остаје у форми нацрта.
У великом случају у априлу 2007. године, судови су осудили четири Италијана и три румунска трговца људима на између три и 12 година затвора након што су осуђени за присилну проституцију и експлоатацију 200 ромске дјеце између 2004. и 2006. У јуну 2007. године Влада је процесуирала осам других починилаца по оптужбама за сексуално искоришћавање дјеце тако што их је приморавала да врше сексуалне радње у замјену за мале поклоне. Извјештава се да су владине истраге које су резултат раније пријављених великих акција против трговине људима, „Операција Спартак“, између октобра 2006. и јануара 2007. године још увек у току. Италијански тужиоци су 2007. године покренули истраге о трговини људима против 1.202 особе, процесуирали 80 случајева трговине људима, а судови су осудили 163 трговца људима. Просјечна казна била је четири године. Влада је извјестила да већина трговаца људима остаје у притвору током кривичног поступка. За казне дуже од двије године, оптужени немају право на условну казну. Влада је наставила кривично гоњење 19 трговаца људима из случаја из 2006. године који је укључивао трговину 113 пољских берача парадајза у Апулији који су експлоатисани у условима принудног рада, и планирала је да почне да гони још четири починиоца почетком 2008. године. Након што је локална италијанска полиција првобитно била споро реагујућа, тужиоци и карабињери су енергично истраживали наводе о службеном саучесништву када су били обавјештени и нису нашли никакве доказе који би поткријепили ове наводе.
Према невладиној организацији са сједиштем у Ђенови која ради са нигеријским жртвама трговине људима, неки владини званичници су затворени због омогућавања трговине људима.

## Заштита (2008-2010)
Италијанска влада је наставила са снажним напорима да заштити жртве трговине људима током периода извјештавања. Члан 18. Закона о борби против трговине људима дозвољава властима да издају боравишне дозволе и пружају услуге заштите и обуке за посао жртвама трговине људима, а током извјештајног периода влада је проширила бенефиције из члана 18 на жртве трговине људима. Влада је 2007. године издвојила 3,75 милиона долара за додатни план хитне помоћи и одобрила 23 пројекта које су имплементирале невладине организације. Током извјештајног периода, издвојила је око 9,75 милиона долара за 65 пројеката помоћи жртвама, иако влада није дала податке о броју жртава трговине људима које су имале користи од ових пројеката или броју оних који су ушли у програме социјалне заштите. У 2007. години, невладине организације су, уз државна средства, обезбједиле курсеве описмењавања за 588 жртава и стручну обуку за 313, помогле 436 да нађу привремене послове и 907 да нађу стални посао. У 2007. години, Министарство унутрашњих послова је издало 1.009 боравишних дозвола жртвама које су помагале у истрази органа за спровођење закона. Влада је такође обезбједила одговоран повратак 62 стране жртве трговине људима у 2007. години финансирајући њихову репатријацију и реинтеграцију и обезбјеђујући новац за пресељење у њихове матичне земље. Током извјештајног периода, влада је спровела систематске процедуре за идентификацију жртава међу рањивим популацијама у Италији. Упркос напорима владе да идентификује све жртве трговине људима, неке, као што су Нигеријске жене у комерцијалној сексуалној експлоатацији, и даље су депортоване. На основу извејштаја независне комисије из 2006. године да њене мјере идентификације жртава за имигранте који стижу чамцима из Сјеверне Африке нису у потпуности ефикасне, влада је наводно побољшала свој процес за идентификацију жртава трговине људима и сада дозвољава међународним организацијама и невладиним организацијама да прегледају објекте за притвор и да интервјуишу мигранте. Жртве које подносе жалбе против трговаца људима обично се не суочавају са казнама за незаконите радње почињене као директна посљедица њихове трговине људима. Влада је 2007. године донијела смјернице за идентификацију жртава принудног рада и промовисала четири регионалне студије о жртвама радне експлоатације.
У 2008. години у програме социјалне заштите ушло је 1.100 жртава трговине људима, међу њима 50 дјеце и 100 мушкараца. Министарство унутрашњих послова је саопштило да је 810 жртава добило шестомјесечну дозволу боравка која ће им бити продужена када се запосле или упишу на програм обуке. Дјеца су аутоматски добијала дозволе све док нису напунила 18 година. Национална влада и локалне власти издвојиле су 12,7 милиона долара за програме помоћи жртвама 2009. године.
У јануару 2010. расни немири у Росарну изнијели су на видјело све већу експлоатацију имигрантске радне снаге у италијанском пољопривредном сектору. Од 1.000 афричких миграната, неки су имали привремени боравак, други су добили азил, а остали су депортовани. Нејасно је да ли су их власти уопште идентификовале као жртве трговине људима, само 8 миграната је затражило боравишну дозволу као жртве трговине људима.

## Превенција (2008-2010)
Влада Италије наставила је да едукује италијанску јавност о трговини људима кроз своје финансирање напора за подизање свијести НВО, а 2007. године је покренула нову рекламну кампању која је укључивала ТВ спотове, интернет банере и наљепнице за бранике на различитим језицима. У марту 2007. године, Министарство унутрашњих послова је основало комисију осмишљену да побољша надзор и кривично гоњење трговине људима и позвало је невладине организације у процес креирања политике укључивањем њиховог чланства у овај одбор. Министарство унутрашњих послова је у фази планирања кампање подизања јавне свијести, са неколико других земаља, како би се смањила потражња за комерцијалним сексуалним односима и подигла свијест о трговини људима под називом пројекат Пентаметро. Министарство одбране Италије извјестило је да редовно организује обуку о људским правима и трговини људима за цивиле и војно особље које служе у међународним мировним мисијама у иностранству. Влада је доприњела финансирању НВО ЕЦПАТ, која спроводи активности превенције дјечијег сексуалног туризма у Италији. У фебруару 2007. године, полиција је ухапсила универзитетског професора у Напуљу због почињења прекршаја везаних за сексуални туризам дјеце док је био на Тајланду.
Влада је 2009. године спонзорисала програм који је имплементирала ИМО, а који је требао повећати способности нигеријских невладиних организација и спријечити нигеријске жртве трговине људима. Невладина организација ЕЦПАТ процјењује да је 2009. године око 80.000 италијанских мушкараца путовало у Кенију, Тајланд, Бразил, Латинску Америку и Чешку Републику сваке године ради секс туризма. Иако је влада наставила да спроводи програме за борбу против секс туризма дјеце, 2009. године нису пријавили ниједан кривични поступак.